# Mollinedia boracensis
Mollinedia boracensis är en tvåhjärtbladig växtart som beskrevs av A.L. Peixoto. Mollinedia boracensis ingår i släktet Mollinedia och familjen Monimiaceae. Inga underarter finns listade i Catalogue of Life.